# Duschek Ferenc
Duschek Ferenc (Radovesnice I, 1797. augusztus 28. – Csornkovec, 1873. október 27.) az 1848–49-es forradalom és szabadságharc pénzügyminisztere.

## Élete
Budán, Egerben és Pesten tanult és a hivatalos pályára lépett. Szorgalma és képzettsége által annyira megnyerte gróf Majláth József kincstári elnök kegyét, hogy maga mellé vette tollnokul, amikor királyi biztosként kiküldték Fiume és a tengermellék visszakebelezésére. Innen mint kamarai fogalmazó jutott vissza Budára; ott titkárságig emelkedett, azután a kancelláriánál lett titkár, végre részt vett az államtanácsnál, a monarchiának akkor legfőbb és legfontosabb közigazgatási hatóságánál. Ott tevékenysége által igen nagy befolyásra tett szert; Széchenyinek közgazdasági tervei keresztülvitelénél leginkább vele volt dolga.
Polgári származása dacára 1845-ben a magyar királyi udvari kamara alelnökévé nevezték ki. Nagy érdemei elismeréséül 1821. január 26-án, Duschek Ferenc, a budai kamarai kerület főerdőfelügyelője I. Ferenc magyar királytól nemességet és családi címert szerzett.
Az 1848-as forradalom során Kossuth mint pénzügyminiszter a tapasztalt szakembert hívta meg maga mellé államtitkárnak. A régi rendszer próbált hivatalnoka bevált a forradalmi viszonyok közt is, s minthogy minisztere másfelé volt elfoglalva, valójában ő vezette az egész nagy fontosságú tárcát. Bár múltjánál és koránál fogva nem volt forradalmi szellemű, elvállalta Kossuth kormányzósága alatt a forradalmi kormányban a pénzügyminiszteri tárcát. A temesvári csata után ő is menekülni igyekezett, de az arad-lugosi országúton feltartóztatták, s így a vele levő irattal s kincstárral (körülbelül 5 millió forint), megadta magát az osztrák seregnek. Haditörvényszék elé állították, de csak rövid ideig szenvedett fogságot.
Életét teljes magányban végezte. Abban a fekete könyvben, mely Ács mellett Klapka birtokába jutott, és amelyet Horváth Mihály látott, neve mellé az volt jegyezve: teljesen igazolt. Másrészt Kossuth teljesen meg volt elégedve működésével, és nem kétséges, hogy a forradalom alatt a lehető legjobban kezelte a pénzügyet, a régi osztrák bürokrata pontosságával s lelkiismeretességével.